# Kirchenmusikalisches Institut (Leipzig)
Das Kirchenmusikalische Institut ist eine traditionsreiche Ausbildungsstätte für Kirchenmusiker in Leipzig, die als Vorbild für mehrere Kirchenmusikalische Institute Deutschlands diente.

## Geschichte

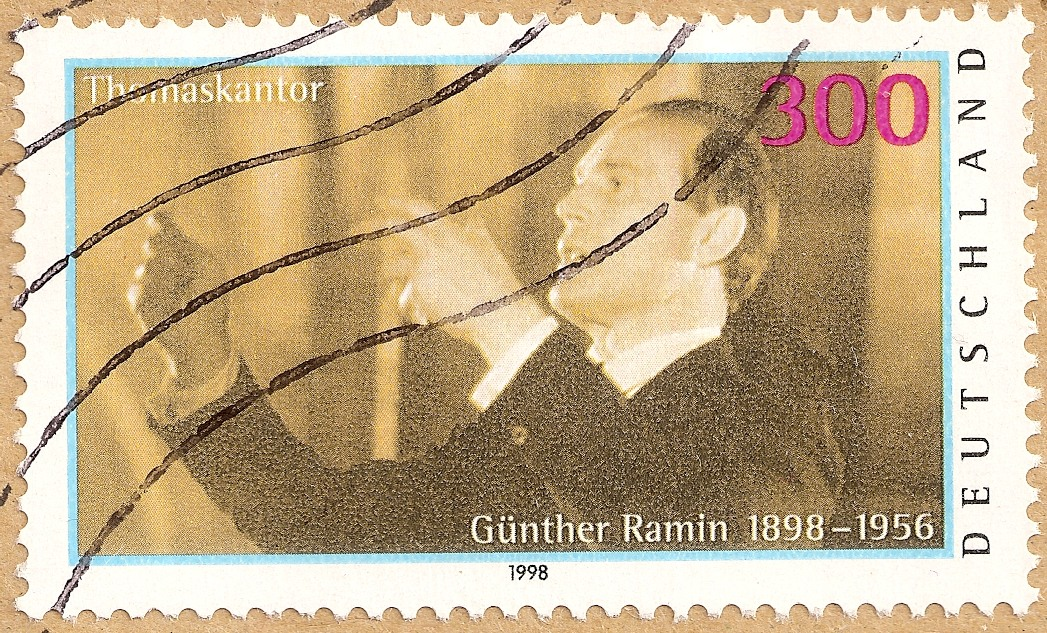
Günther Ramin auf einer deutschen Briefmarke.

Nach der Gründung des Leipziger Conservatoriums 1843 wurde Carl Ferdinand Becker, der damalige Organist an der Nikolaikirche, erster Hochschullehrer für liturgische Orgel in Leipzig. Auf Anregung des Thomasorganisten Carl Piutti, einem seiner Nachfolger, und Paul Röntsch, genehmigte der sächsische König Albert 1900 und das Direktorium des Conservatoriums 1901 die Einrichtung einer Organistenschule. Im Jahr 1907 wurde der Organist der Thomaskirche Karl Straube Hochschullehrer. Ihm als Bach und Reger Kenner verdankt die Institution die Leipziger Orgelschule. Nach dem Ersten Weltkrieg stehen die Conservatorien in Dresden und Leipzig in großer Konkurrenz um die Errichtung eines Kirchenmusikalisches Instituts in Sachsen. Eigentliche Gründung des Instituts für Kirchenmusik am Konservatorium der Musik zu Leipzig erfolgte 1921. Zu den Mitarbeitern der ersten Stunde gehörten Günther Ramin, Johannes Wolgast, Fritz Reuter, Carl Adolf Martienssen und Emil Paul. Durch die Deutsche Inflation 1914 bis 1923 geriet das Conservatorium samt dem Institut in enorme finanzielle Bedrängnis. Einsparmaßnahmen forderten die Umwandlung der neuen Einrichtung in eine Kirchenmusikalische Abteilung. Dank der Einflussnahme der Evangelisch-Lutherischen Landeskirche Sachsens wurde 1926 ein neues Kirchenmusikalisches Institut unter dessen Führung etabliert. 1927 erwarb das Konservatorium, heute die Hochschule für Musik und Theater „Felix Mendelssohn Bartholdy“ Leipzig, eine Sauer-Orgel. Wolgast etablierte die Veröffentlichung von Klavier- und Orgelwerken Georg Böhms am Institut. Kurt Thomas gründete die Kantorei, einen Chor aus Musikstudenten. Die Kantorei erwarb sich nationales Renommee. In den 30er Jahren waren nunmehr hundertvierzig Studenten eingeschrieben.

### Nationalsozialismus
Im Dritten Reich wurden mehrere Dozenten aus politischen und rassistischen Gründen entlassen, so Günter Raphael. Die Berliner Musikakademie bemühte sich die Abwerbung der Leipziger Institutsspitze. Thomas und Martienssen folgten den Ruf nach Berlin. Johann Nepomuk David besetzte die frei gewordene Stelle. Neben der evangelischen Kirchenausbildung wurde 1936 Katholische Kirchenmusik Lehrfach. Georg Trexler wurde erster Dozent. Einige Hochschullehrer wurden von der NSDAP instrumentalisiert, so weihte Ramin beim Nürnberger Reichsparteitag 1936 die große Walcker-Reichsparteitagsorgel ein.  Die Eigenständigkeit der Einrichtung wurde in Folge verstärkt in Frage gestellt. 1943 wurde es in Institut für Kirchenmusik umbenannt mit Aussicht auf vollständige Eingliederung in die Hochschule. Mit den Luftangriffen auf Leipzig wurden die künstlerischen Bestrebungen des Instituts zerstört, denn die Liegenschaft musste evakuiert werden.

### Deutsche Demokratische Republik

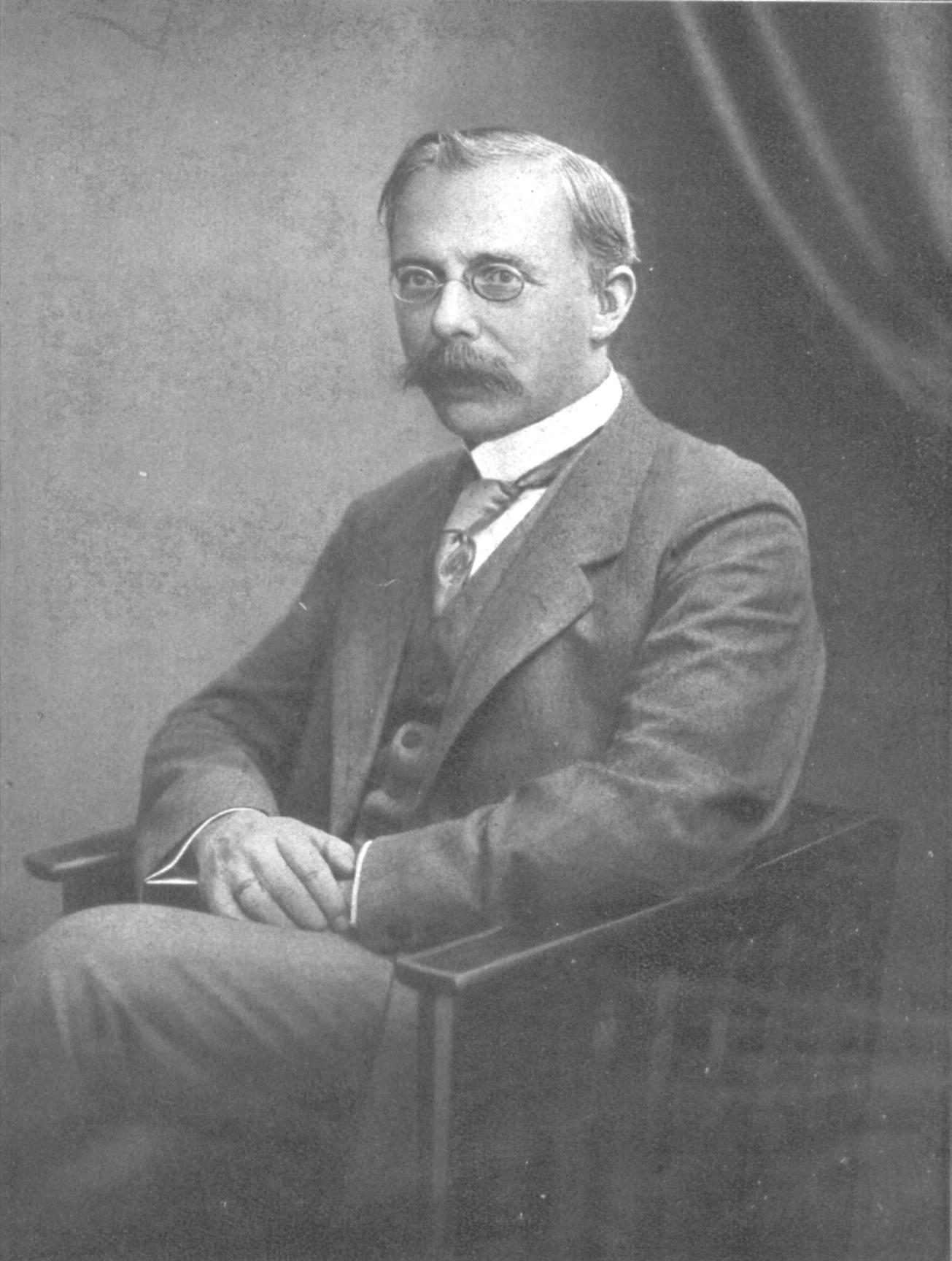
Karl Straube

Karl Straube gründete das Kirchenmusikalischen Institut neu. Heinrich Fleischer und Robert Köbler gehörten zu den ersten Hochschullehrern. Tatsächlich war das Institut nur eine Abteilung der Hochschule für Musik. Ramin wurde trotz seiner Vergangenheit 1950 Leiter. Mehrere Dozenten, unter anderem Fleischer, Karl Richter und Diethard Hellmann, flohen nach Westdeutschland. Der Mauerbau verhinderte zudem einen intensiven akademischen Austausch mit westdeutschen Musikhochschulen. Die kirchenmusikalische Ausbildung wurde mit dem A-Examen beendet, das von kirchlicher Seite weiterhin als aussagekräftiger Abschluss angesehen wurde. 1960 wurde das Institut, einhergehend mit der Sprengung der Universitätskirche St. Pauli und im Rahmen der DDR-Ideologie, in die Abteilung Tasteninstrumente, Fachrichtung Orgel und Cembalo, eingegliedert. Schließlich 1984 wurde das Amt des Thomaskantors von der Professur am Institut getrennt.

### Seit der Wiedervereinigung
Im Jahr 1992 wurde Christoph Krummacher mit der Wiederherstellung des eigentlichen Instituts beauftragt, welches noch im selben Jahr als Kirchenmusikalisches Institut der Hochschule für Musik und Theater „Felix Mendelssohn Bartholdy“ Leipzig ins Leben gerufen wurde. Arvid Gast und Roland Börger besetzten die ersten Professuren. 1998 erwarb das Institut eine Orgel bei Patrick Collin aus Belgien. Das Institut gehört heute zur Fakultät III der Hochschule. Direktor war von 1993 bis 2014 Christoph Krummacher, auf ihn folgte Thomas Lennartz nach. Insgesamt 13 Hochschullehrer bilden die Studenten in Kirchenmusik, Chor- und Ensembleleitung und Orgel aus.